# Margaret Beckett
Margaret Mary Beckett (Ashton-under-Lyne, 15 de enero de 1943) es una política británica del Partido Laborista y miembro del Parlamento. 
Margaret Beckett es química metalúrgica de profesión. Entre el 6 de mayo de 2006 y el 28 de junio de 2007, Beckett fue secretaria de Estado de Relaciones Exteriores para Extranjero y Asuntos de la Comunidad de Naciones (ministra de asuntos exteriores); fue sucedida por David Miliband. Fue la primera mujer en ostentar esta posición en el Gabinete británico. Beckett fue también la segunda mujer en servir como el líder del Partido Laborista después de la muerte súbita de John Smith en 1994 hasta la elección de Tony Blair el mismo año.
Dentro del Gabinete de Tony Blair fue nombrada como secretaria de Estado de Comercio, posteriormente de Medio Ambiente, para finalmente ocupar la Secretaría del Ministerio de Asuntos Exteriores.